# Walter Karig

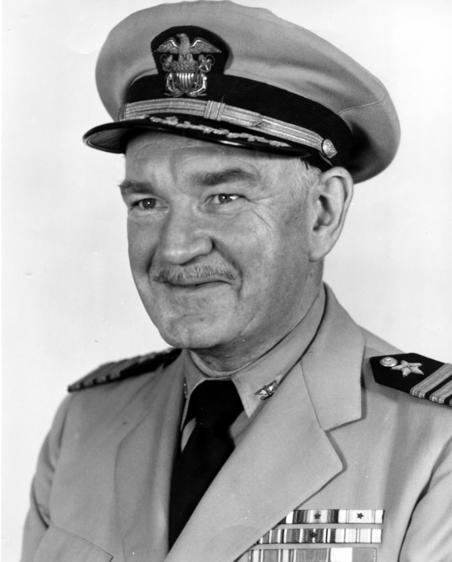
Walter Karig (1950)

Walter Karig (* 13. November 1898 in Alexandria, Virginia; † 30. September 1956 in Bethesda, Maryland) war ein US-amerikanischer Schriftsteller und Offizier der US Navy. Karig schrieb mehrere Bücher über Militärgeschichte und Ereignisse des Zweiten Weltkrieges. Er arbeitete auch als Journalist. Karig war mit zahlreichen Autoren seiner Zeit, darunter Earl Brewster, befreundet.

## Nancy Drew
Walter Karig schrieb 1932 und 1933 drei Bände der populären amerikanischen Romanreihe Nancy Drew, die unter dem Sammelpseudonym Carolyn Keene erschienen. Es geht in diesen Romanen um ein 16-, später 18-jähriges Mädchen, das als Detektivin schwierige Fälle löst. Mitte der dreißiger Jahre gab Walter Karig der Library of Congress bekannt, dass er unter diesem Pseudonym schrieb, worauf man irrtümlich sämtliche unter dem Namen Carolyn Keene erschienenen Bücher für Werke Karigs hielt. Die Preisgabe des Pseudonyms führte zu einem Zerwürfnis zwischen Karig und seinem Verlag.

## Zotz!
Unter Karigs Novellen ragt besonders die Erzählung Zotz! heraus, die 1947 veröffentlicht wurde und im Zweiten Weltkrieg spielt. Es geht darin um den fiktiven Archäologen Dr. John Jones. Nachdem dieser eine alte Inschrift entzifferte, wird er mit übermenschlichen Kräften begabt. Er kann auf einen beliebigen Menschen oder ein Tier zeigen, die dann in Ohnmacht fallen. Sagt er dazu noch „Zotz“, sterben bei diesem Wort die entsprechenden Lebewesen. Dr. Jones möchte Präsident Franklin Roosevelt überzeugen, dass diese Kräfte im Krieg verwendet werden sollten, um einen Sieg der Alliierten über Deutschland und Japan zu ermöglichen. Das Werk ist eine satirische Kritik an der amerikanischen Militärbürokratie und an der Zerstörungskraft der 1945 von den USA erstmals eingesetzten Atomwaffen. Der Name der Novelle ist inspiriert durch eine Begegnung Karigs mit einem Angehörigen der Familie Zotz:

„„Vor einigen Jahren traf ich einen Mann mit dem Nachnamen Zotz. Der seltsame Name war aus Österreich oder Bayern, wo seine Vorfahren herkamen. Sofort nachdem ich diesen Namen gehört hatte, schien es mir, als wäre dies ein magischer Bann. Ich fühlte, dass „Zotz!“ Zauberkräfte besitzt, und so war der Titel meiner Novelle geboren. Die Bedeutung dieses seltsamen Namens war ein Geheimnis, das sogar sein Träger nicht lüften konnte. Ich versuchte mehr Informationen darüber zu finden. Eine bekannte Familie dieses Namens war aus Peoria, Illinois, einer ihrer Angehörigen, Alois Zotz, hatte die „Deutsche Zeitung“ in Amerika gegründet. Als ich schließlich erfuhr, dass „Zotz“ der Name eines Fledermausgottes der Mayas war, fand ich, dass der beabsichtigte Titel für das Buch perfekt war.““

Die Novelle Zotz! wurde 1962 von William Castle verfilmt.

## Werke

### Aus der Nancy Drew Reihe
- Nancy's Mysterious Letter (1932, Pseudonym: Carolyn Keene)
- The Sign of the Twisted Candles (1933, Pseudonym: Carolyn Keene)
- The Password to Larkspur Lane (1933, Pseudonym: Carolyn Keene)

### Aus der Doris Force Reihe
- Doris Force at Raven Rock (1931, Pseudonym: Julia K. Duncan)
- Doris Force at Barry Manor (1931, Pseudonym: Julia K. Duncan)

### Aus der Perry Pierce Reihe
- Who Opened the Safe? (1931, Pseudonym: Clinton W. Locke)
- Who Hid the Key? (1932, Pseudonym: Clinton W. Locke)
- Who Took the Papers? (1934, Pseudonym: Clinton W. Locke)

### Weitere Detektiv Romane
- Death is a Tory (1935, Pseudonym: Keats Patrick)
- The Pool of Death (1942, Pseudonym: Keats Patrick)

### Romane
- Lower Than Angels (1945)
- Zotz! (1947)
- Caroline Hicks (1951)
- Neely (1953)
- Don't Tread On Me (1954)

### Korrespondenz
- Five Letters to Earl Brewster. Naples 1969

### Sachbücher
- Asia's Good Neighbor (1937)
- War in the Atomic Age? (1946)
- The Fortunate Islands: A Pacific Interlude (1948)
- Battle Submerged: Submarine Fighters of World War II (1951) in collaboration with Rear Admiral Harley Cope USN.

### Kriegsberichte (als Co-Author)
- Pearl Harbor to Coral Sea (1944)
- The Atlantic War (1946)
- Pacific War: Middle Phase (1947)
- The End of an Empire (1948)
- Victory in the Pacific (1949)
- The war in Korea (1952)